# Jonathan Massaquoi
Jonathan Massaquoi (Monrovia, 11 maggio 1988) è un ex giocatore di football americano liberiano che ha giocato nel ruolo di defensive end nella Alliance of American Football (AAF) e nella X Football League (XFL). Fu scelto nel corso del quinto giro (164º assoluto) del Draft NFL 2012 dagli Atlanta Falcons. Al college ha giocato a football a Troy.

## Carriera professionistica

### Atlanta Falcons
Il 13 gennaio 2012, Massaquoi annunciò che avrebbe saltato l'ultimo anno di college per rendersi eleggibile nel successivo Draft NFL. Considerato uno dei migliori prospetti disponibili tra i defensive end, il 28 aprile, il giocatore fu scelto nel corso del quinto giro dagli Atlanta Falcons. Nella sua stagione da rookie disputò otto partite, nessuna delle quali come titolare, mettendo a segno 2 tackle. Fu svincolato il 27 febbraio 2015.

### Tennessee Titans
Il 3 marzo 2015, Massaquoi firmò coi Tennessee Titans.

## Statistiche
| Partite totali      | 39  |
| Partite da titolare | 7   |
| Tackle              | 70  |
| Sack                | 6,0 |
| Intercetti          | 0   |

Statistiche aggiornate alla stagione 2014